# Nikolay Kryukov
Ne doit pas être confondu avec Nikolaï Krioukov (acteur).
Nikolay Vyacheslavovich Kryukov (en russe : Николай Вячеславович Крюков; en français : Nikolaï Viatcheslavovitch Krioukov), né le 11 novembre 1978 à Voronej, est un gymnaste russe.

## Palmarès

### Jeux olympiques
- Atlanta 1996
  -  médaille d'or par équipes

- Sydney 2000
  -  médaille de bronze par équipes

- Pékin 2008
  - 6e par équipes

### Championnats du monde
- Lausanne 1997
  -  médaille d'argent au saut de cheval
  -  médaille de bronze par équipes

- Tianjin 1999
  -  médaille d'or au concours général individuel
  -  médaille d'argent par équipes
  -  médaille de bronze au cheval d'arçons

- Anaheim 2003
  -  médaille de bronze au cheval d'arçons

- Aarhus 2006
  -  médaille d'argent par équipes

### Championnats d'Europe
- Patras 2002
  -  médaille d'argent par équipes

- Debrecen 2005
  -  médaille de bronze au cheval d'arçons

- Amsterdam 2007
  -  médaille d'argent aux barres parallèles

- Lausanne 2008
  -  médaille d'or par équipes